# Leonard Rosenman
Leonard Rosenman (Nova York, 7 de setembre de 1924 − Woodland Hills, 4 de març de 2008) va ser un compositor estatunidenc conegut principalment per ser l'autor de la partitura de nombroses bandes sonores cinematogràfiques.

## Biografia
Va ser alumne d'Arnold Schönberg, Roger Sessions i Luigi Dallapiccola. En els seus inicis va treballar com a professor de piano i de música de cambra. El 1955, per recomanació de James Dean que era un dels seus alumnes, va fer la seva primera col·laboració per al cinema, la banda sonora de la pel·lícula A l'est de l'edèn que va obtenir un gran èxit.
A partir de llavors, va escriure la música de gran nombre de pel·lícules i va aconseguir dos Oscars per la millor banda sonora adaptada, Barry Lyndon (1975) i Camí a la glòria (1976). Tanmateix mai no va obtenir l'Oscar a la millor banda sonora original, tot i que va ser candidat per Retorn a Cross Creek el 1983 i Star Trek 4: Missió salvar la Terra el 1986.
Com a compositor avantguardista, va escriure música dodecafònica, sens dubte sota la influència de Schönberg i va practicar l'atonalitat, exemple d'això és la música de Viatge fantàstic de Richard Fleischer (1966).
Una de les seves millors obres va ser la banda sonora de la versió animada de El Senyor Dels Anells dirigida en 1978 per Ralph Bakshi. La seva última partitura va ser la de la cinta francesa Si je t'attrape (2005).
Encara que la seva fama es deu a la música cinematogràfica, va ser també compositor de música clàssica, en aquesta faceta una de les seves obres més conegudes és el Concert per a violí núm. 2, estrenat el 1977 al Carnegie Hall.

## Filmografia
- The Cobweb (1955)
- East of Eden (1955)
- Rebel Without a Cause (1955)
- Edge of the City (1957)
- Bombers B-52 (1957)
- Lafayette Escadrille (1958)
- Pork Chop Hill (1959)
- The Rise and Fall of Legs Diamond (1960)
- The Outsider (1961)
- The Chapman Report (1962)
- Hell Is for Heroes (1962)
- Fantastic Voyage (1966)
- Stranger on the Run (1967)
- A Covenant with Death (1967)
- Countdown (1967)
- Hellfighters (1968)
- Any Second Now (1969)
- The Todd Killings (1970)
- Beneath the Planet of the Apes (1970)
- Un home anomenat Cavall (A Man Called Horse) (1970)
- Banyon (1971)
- Battle for the Planet of the Apes (1973)
- The Phantom of Hollywood (1974)
- Judge Dee and the Monastery Murder (1974)
- Race with the Devil (1975)
- Barry Lyndon (1975; Oscar)
- Sybil (1976; premi Emmy)
- Camí a la glòria (Bound for Glory) (1976; Oscar)
- An Enemy of the People (1977)
- The Possessed (1977)
- L'assassí invisible (The Car) (1977)
- Nero Wolfe (1977)
- September 30, 1955 (1978)
- The Lord of the Rings (1978)
- Prophecy (1979)
- Promises in the Dark (1979)
- Friendly Fire (1979; premi Emmy)
- The Jazz Singer (1980)
- Hide in Plain Sight (1980)
- City in Fear (1980)
- Murder in Texas (1981)
- Making Love (1982)
- Miss Lonelyhearts (1983)
- Cross Creek (1983)
- Heartsounds (1984)
- Heart of the Stag (1984)
- Sylvia (1985)
- First Steps (1985)
- Star Trek IV: The Voyage Home (1986)
- Promised a Miracle (1988)
- Body Wars (1989)
- Robocop 2 (1990)
- Ambition (1991)
- Aftermath: A Test of Love (1991)
- Keeper of the City (1991)
- The Face on the Milk Carton (1994)
- The Color of Evening (1994)
- Mrs. Munck (1995)
- Levitation (1997)
- Jurij (2001)

## Premis i nominacions
| Any  | Categoria                            | Pel·lícula                          | Resultat  |
| ---- | ------------------------------------ | ----------------------------------- | --------- |
| 1976 | Oscar a la millor banda sonora       | Barry Lyndon                        | Guanyador |
| 1977 | Oscar a la millor banda sonora       | Bound for Glory                     | Guanyador |
| 1984 | Oscar a la millor banda sonora       | Cross Creek                         | Candidat  |
| 1987 | Oscar a la millor banda sonora       | Star Trek 4: Missió salvar la Terra | Candidat  |
| 1979 | Globus d'Or a la millor banda sonora | The Lord of the Rings               | Candidat  |